# Star Trek: Insurrection
Star Trek: Insurrection är en amerikansk science fiction av Paramount Pictures som hade biopremiär i USA den 11 december 1998. Det är den nionde långfilmen baserad på TV-serien Star Trek. Filmen regisserades av Jonathan Frakes från ett manus av Michael Pillar. Precis som den föregående Star Trek filmen First Contact handlar den om besättningen från TV-serien Star Trek och Enterprise-E.

## Handling

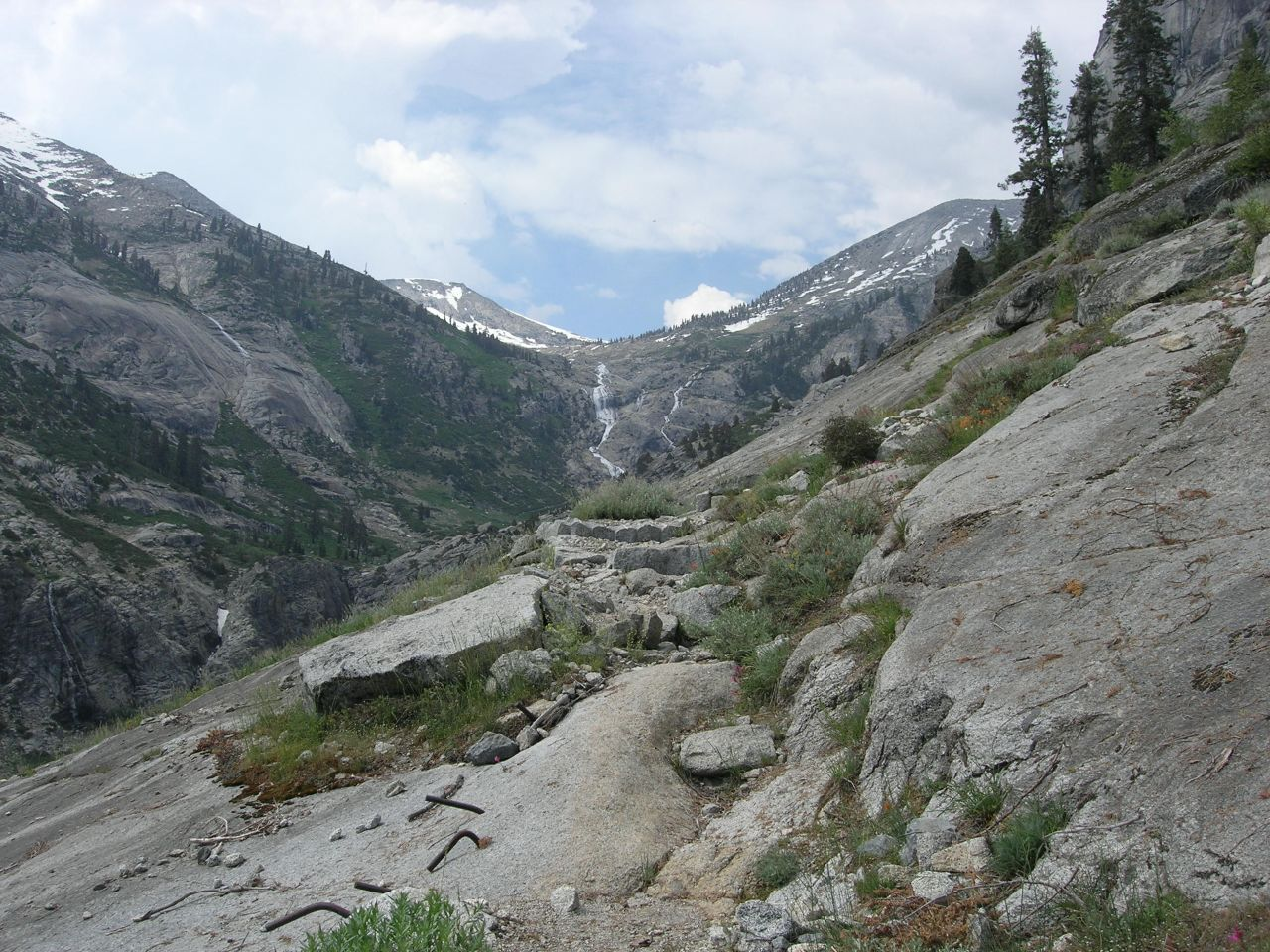
Sierra Nevada agerade bakgrund i filmen företrädandes Ba'kus berg.

Jean-Luc Picard och besättningen på Enterprise får veta att den avlägsna och fridfulla planeten Ba'kus befolkning hotas när Stjärnflottan vill utnyttja planetens läkande krafter. Därmed hamnar besättningen i det moraliska dilemmat om de skall lyda ordern och därmed bryta mot Stjärnflottans direktiv eller vägra följa order.

## Rollista (i urval)
| Skådespelare      | Roll            |
| ----------------- | --------------- |
| Patrick Stewart   | Jean-Luc Picard |
| Jonathan Frakes   | William Riker   |
| Brent Spiner      | Data            |
| LeVar Burton      | Geordi LaForge  |
| Michael Dorn      | Worf            |
| Marina Sirtis     | Deanna Troi     |
| Gates McFadden    | Beverly Crusher |
| F. Murray Abraham | Ad'har Ru'afo   |
| Donna Murphy      | Anij            |